# Thomas Harris
|  | No s'ha de confondre amb Tomás Harris. |

Thomas Harris (11 d'abril de 1940, Jackson, Tennessee) és un periodista i escriptor estatunidenc de llengua anglesa especialitzat en la novel·la de suspens, sobretot conegut per The Silence of the Lambs, que va ser portada al cinema en una pel·lícula del mateix títol, on feien de protagonistes Jodie Foster com l'agent Clarice Starling i Anthony Hopkins com el Dr. Hannibal Lecter. Harris ha publicat quatre novel·les que presenten Lecter. Tots els seus llibres s'han adaptat per a la pantalla (Red Dragon ha estat adaptat dues vegades).

## Biografia
Va començar de periodista, cobrint fets diversos als Estats Units i a Mèxic per a l'Associated Press de Nova York. Va escriure la seva primera novel·la el 1975 i va conèixer l'èxit internacional amb les seves quatre novel·les de suspens de suspens al voltant del personatge Hannibal Lecter. Es va inspirar en el treball de l'agent Robert Ressler de l'FBI. De fet, Thomas Harris manté estretes relacions amb l'FBI, i més particularment amb la Divisió de Ciències Comportamentals de l'acadèmia de Quantico (Virgínia) encarregada dels assumptes vinculats als assassins en sèrie, i que li ha permès obtenir informacions prou convincents per a l'escriptura dels seus llibres.
The Silence of the Lambs va ser adaptat al cinema per Jonathan Demme. Jodie Foster interpreta una agent de l'FBI i Anthony Hopkins el famós psiquiatre Hannibal el caníbal. Aquesta actuació li va suposar guanyar l'Oscar al millor actor el 1991 i de figurar com un dels monstres sanguinaris més inquietants del cinema.

## Obres
Ha escrit aquestes cinc novel·les i totes han estat adaptades al cinema:
- Black Sunday (1975)
- Red Dragon (1981)
- Silence of the Lambs (1988)
- Hannibal Lecter (1999)
- Hannibal Rising (2006)

### Black Sunday
La massacre d'onze atletes d'Israel als Jocs Olímpics de Múnic el 1972 va inspirar Harris per escriure el 1975 la novel·la Black Sunday, sobre els plans d'un grup terrorista per agafar el control d'un globus, instal·lar-hi una bomba, i fer-lo durant el Super Bowl. Aquest llibre es va convertir en una pel·lícula que va tenir de protagonistes Robert Shaw i Bruce Dern.

### Red Dragon
La novel·la d'Harris de 1981, Red Dragon, va introduir la seva creació més duradora, Hannibal Lecter, un brillant i cultivat forense psiquiàtric convertit en un psicòpata caníbal, de vegades conegut pel malnom de Hannibal el Caníbal. És de fet un personatge menor en aquest llibre, en el qual un agent de l'FBI, Will Graham cerca un assassí en sèrie anomenat Tooth Fairy (la Fada de la Dent). L'agent era responsable de posar el Dr. Lecter a la presó, però l'experiència el va deixar físicament ferit i psicològicament tan marcat que va agafar un permís a l'FBI.
Red Dragon va ser adaptat al cinema dues vegades, primer per Michael Mann amb el títol  Manhunter (1986), amb l'actor Brian Cox com a Lecter i William Petersen com a Graham. Uns anys després es va rodar Red Dragon (2002), amb Anthony Hopkins reprenent el seu paper de Lecter i coprotagonitzat per Edward Norton com a Graham.

### The Silence of the Lambs
La novel·la d'Harris de 1988, The Silence of the Lambs, centra l'argument en Clarice Starling, una agent en pràctiques. La seva trama té un altre focus en un maníac homicida, anomenat Buffalo Bill, i l'intent del FBI de treure dades d'un Lecter empresonat. Es va convertir en una pel·lícula el 1991 i va ser la primera història de terror a guanyar l'oscar a la millor fotografia.
Amb uns guanys de 272,7 milions de dòlars a escala mundial, la pel·lícula va guanyar cinc oscars, a la millor Fotografia, millor director (Jonathan Demme), millor actriu (Jodie Foster), millor actor (Anthony Hopkins), i millor guió adaptat (Ted Tally).

### Hannibal
La següent novel·la de (1999), Hannibal, va ser el primer dels seus tres llibres Lecter per presentar el personatge com a protagonista principal. Un fugitiu de justícia, apareix a Florència, Itàlia, com a conservador d'un museu, on Starling intenta atrapar-lo.
Aquesta història es va convertir en una pel·lícula del mateix nom el 2001. Un cop més presentava Hopkins en el paper d'un Lecter irònic, però aquesta vegada Starling va ser interpretada per Julianne Moore en lloc de Foster, que va refusar el paper. Dirigida per Ridley Scott, Hannibal va ser un gran èxit, guanyant 351,7 milions bruts a escala mundial, 79 milions més que la seva predecessora.
Harris va permetre que el final controvertit d'aquesta novel·la es canviés a la pel·lícula. La seva versió literària acaba amb Lecter i Starling vivint junts a Amèrica del Sud. A la pel·lícula, Lecter una vegada més s'escapa de la justícia, però està sol.

### Hannibal Rising
El 2004 Bantam Books va signar amb Harris un contracte de dos llibres. El primer, Hannibal Rising, és la crònica dels primers anys del jove Hannibal (dels 8 als 18). Així, es relaten les circumstàncies de la mort de la seva família durant la Segona Guerra Mundial, amb un focus en les memòries de la germana petita del Dr. Lecter, Mischa, i una explicació de com Hannibal va estar exposat al canibalisme. El llibre es va publicar el 5 de desembre de 2006. La versió cinematogràfica de Hannibal Rising no guanyà cap premi Oscar i no va tenir l'èxit de les anteriors.

## Biografia
Harris va néixer a Jackson (Tennessee), però va passar la seva infantesa amb la seva família a Rich, Mississipi. Va anar a la Baylor University, a Waco (Texas), on es va graduar en anglès el 1964. Mentre anava a la universitat, treballava de periodista per al diari local Waco Tribune-Herald cobrint la crònica de successos. El 1968, va anar a Nova York a treballar per a Associated Press. L'autor és conegut per ser molt reservat, evitant la majoria de les entrevistes dels medis. Va refusar participar en l'adaptació a la pantalla de The Silence of the Lambs. Però quan la pel·lícula va acabar, Harris va enviar caixes de vi al càsting i a l'equip de gravació.